# Заболотная, Татьяна Владимировна
Татьяна Владимировна Заболотная (род. 13 мая 1955 года) — российский политик, представитель от исполнительного органа государственной власти Приморского края в Совете Федерации ФС РФ (2012—2014), член Комитета по социальной политике.

## Биография
Татьяна Заболотная родилась 13 мая 1955 года в Казахстане.
В 1977 году окончила обучение в Кустанайском педагогическом институте имени 50-летия СССР (учитель трудового обучения и физики), а в 1994 году завершила обучение в Санкт-Петербургском Гуманитарном университете профсоюзов (педагог-менеджер культурно-воспитательной работы).
С 1977 года по 2000 год - руководитель культурного центра «Здоровье» ОАО «Дальморепродукт».
В 2000 году назначена генеральным директором ЗАО «Морская Звезда». В 2005 году освободила должность.
В 2005-2006 годах была вице-президентом Приморского регионального фонда поддержки Всероссийской партии «Единство и Отечество - Единая Россия».
В 2006 году избрана депутатом Законодательного Собрания Приморского края, была заместителем председателя комитета по продовольственной политике и природопользованию; руководителем общественной приемной председателя партии «Единая Россия» во Владивостоке.
В 2012-2014 годах была членом Совета Федерации ФС РФ, работала в Комитете по социальной политике.
В 2014-2015 годах была вице-губернатором Приморского края по вопросам образования, культуры и молодежной политики, с ноября 2015 года - председатель приморского регионального отделения общественной организации «Матери России», в то же время была помощником губернатора Приморского края.
В 2016 году была членом Избирательной комиссии Приморского края с решающим правом голоса.

## Семья
Замужем, два сына.

## Награды
- Медаль «За укрепление парламентского сотрудничества» (27 ноября 2014 года, Межпарламентская ассамблея СНГ) — за особый вклад в развитие парламентаризма, укрепление демократии, обеспечение прав и свобод граждан в государствах — участниках Содружества Независимых Государств[6].